# Mirizzi-Syndrom
Als Mirizzi-Syndrom wird eine seltene Form des Verschlussikterus, also der Gelbsucht infolge einer Verlegung der Gallenwege, bezeichnet. Sie entsteht, wenn der Ductus hepaticus communis durch ein Konkrement im Hals der Gallenblase oder im Ductus cysticus komprimiert wird. Nur etwa jeder tausendste Patient mit Gallensteinleiden hat ein Mirizzi-Syndrom. Ein langer gemeinsamer Verlauf von Ductus hepaticus communis und Ductus cysticus mit tiefer Einmündung begünstigt dieses Leiden. Es wurde 1948 von Pablo L. Mirizzi beschrieben, war aber bereits seit 1905 bekannt.

## Symptome
Die Beschwerden sind ähnlich wie bei einem Choledochusstein: Oberbauchschmerz, Übelkeit, Koliken, zunehmender Ikterus, acholischer Stuhl, bierbrauner Urin und Steatorrhoe. Symptome einer Cholezystitis sind nicht selten.

## Diagnose
Die Cholestaseparameter (Alkalische Phosphatase, Bilirubin etc.) sind stark erhöht. Zur Lagebestimmung des Konkrements ist eine Oberbauchsonographie oder eine Endosonographie notwendig. Differentialdiagnostisch müssen andere mechanische Blockaden des Galleabflusses ausgeschlossen werden: Tumoren, Strikturen, in Dritte-Welt-Ländern auch Parasiten wie der Spulwurm. Die Lage des Steins ist beim Mirizzi-Syndrom für einen Verschlussikterus untypisch.

## Therapie
Die Gallenblase muss entfernt und eine Choledocholithiasis nach Sichtung mittels ERCP (Endoskopisch retrograde Cholangiopankreatikographie) entweder präoperativ endoskopisch beseitigt oder intraoperativ durch eine Gallengangsrevision angegangen werden. Die Operation sollte unbedingt offen erfolgen, weil laparoskopisch keine ausreichende Übersicht erreicht wird und schwerste Verletzungen des Gallenwegsystems drohen.